# Ricardo Ceppas Archer
Ricardo Ceppas Archer (Rio de Janeiro, 22 de abril de 1981) é um empresário e político brasileiro. Ele foi deputado federal pelo Maranhão (2012).

## Carreira política
Em 2010, candidatou-se a deputado federal pelo Partido do Movimento Democrático Brasileiro (PMDB), obtendo sua suplência. Apoiou Roseana Sarney e Dilma Rousseff.
Em 2012, assumiu o mandato de deputado federal, durante a licença de Cléber Verde (PRB-MA).
Em 2014, candidatou-se a deputado federal pelo Partido Social Liberal (PSL), sem êxito. Apoiou Lobão Filho e Dilma Rousseff. 